# Heilig Hartkerk (Zottegem)
De Heilig Hartkerk is een rooms-katholiek kerkgebouw in de Belgische stad Zottegem. Ze is gelegen aan het Heilig Hartplein in de wijk Bevegem.

## Geschiedenis

### Ontstaan van de parochie[1]
Bij de aanvang van de 20e eeuw was er een duidelijke bevolkingsgroei in de stad Zottegem. Dientengevolge vatte men in de jaren 1930 het plan op voor de bouw van een nieuwe woonwijk in Bevegem.
Op initiatief van de Zottegemse deken Schockaert werd in 1938 een aanvraag ingediend voor de oprichting -in de nieuwe wijk- van een zelfstandige parochie Heilig Hart. De onderpastoor van de Gentse Sint-Jozefskerk, Leopold Bressers, werd aangesteld als eerste pastoor van de op te richten parochie.

### Bouw van de kerk[1]
In juni 1939 tekende de broer van pastoor Bressers, architect Adrien Bressers (° Gent 1-9-1897- † Gent 15-3-1986) een voorlopig plan voor de kerk en de pastorie, in maart 1940 gevolgd door de bouw van een noodkerk (thans het parochiehuis). Door het begin van de Tweede Wereldoorlog moesten de bouwwerken worden uitgesteld. Toch werd op 5 september 1940 de voorlopige noodkerk ingezegend.
Het eerste bouwplan voor de Heilig Hartkerk was gereed op 4 april 1943. De constructie vatte pas aan op 1 juli 1948, na het einde van de Tweede Wereldoorlog.
Op 24 december 1950 werd de kerk tijdens de namiddag ingezegend en enkele uren later werd ze voor de middernachtmis (Kerstmis) officieel in gebruik genomen.

## Stijl
De Heilig Hartkerk is een modernistische bakstenen kerk.

## Interieur
De kerk heeft een typisch twintigste-eeuws orgel met een open pijpenopstelling (zonder eigenlijke orgelkast).

## Trivia
In november 2016 zag een inwoner uit Zottegem een slechtvalk in de hoge kerktoren. Sedert de jaren 1990 bouwen slechtvalken meer en meer hun nest in kerktorens en hoge gebouwen.

## Afbeeldingen

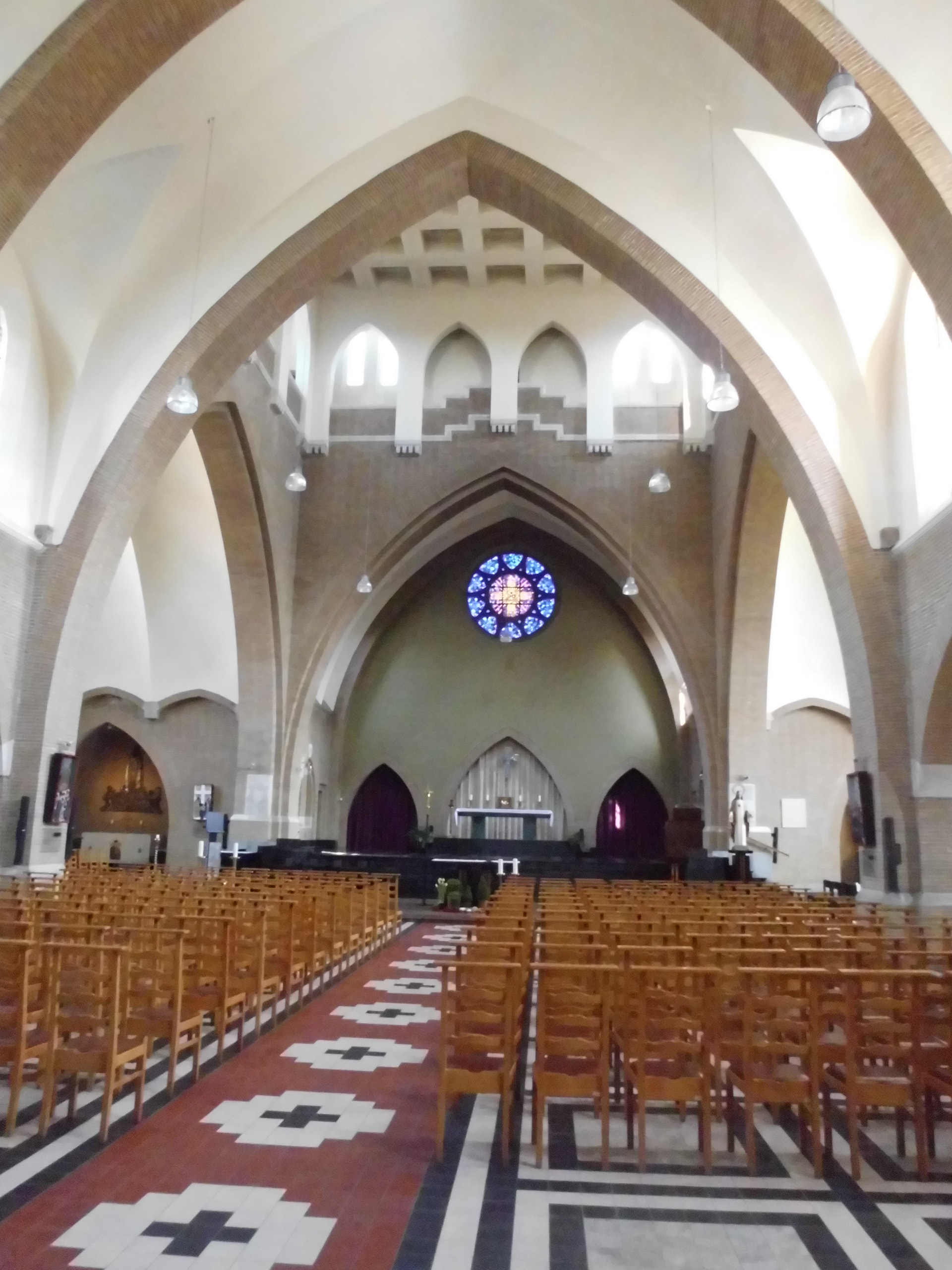
Interieur.
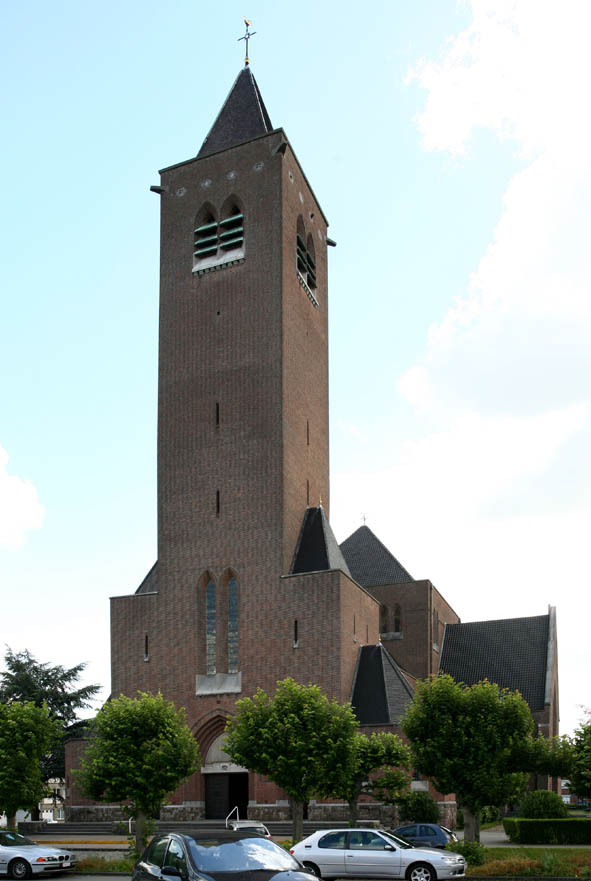
Toren.
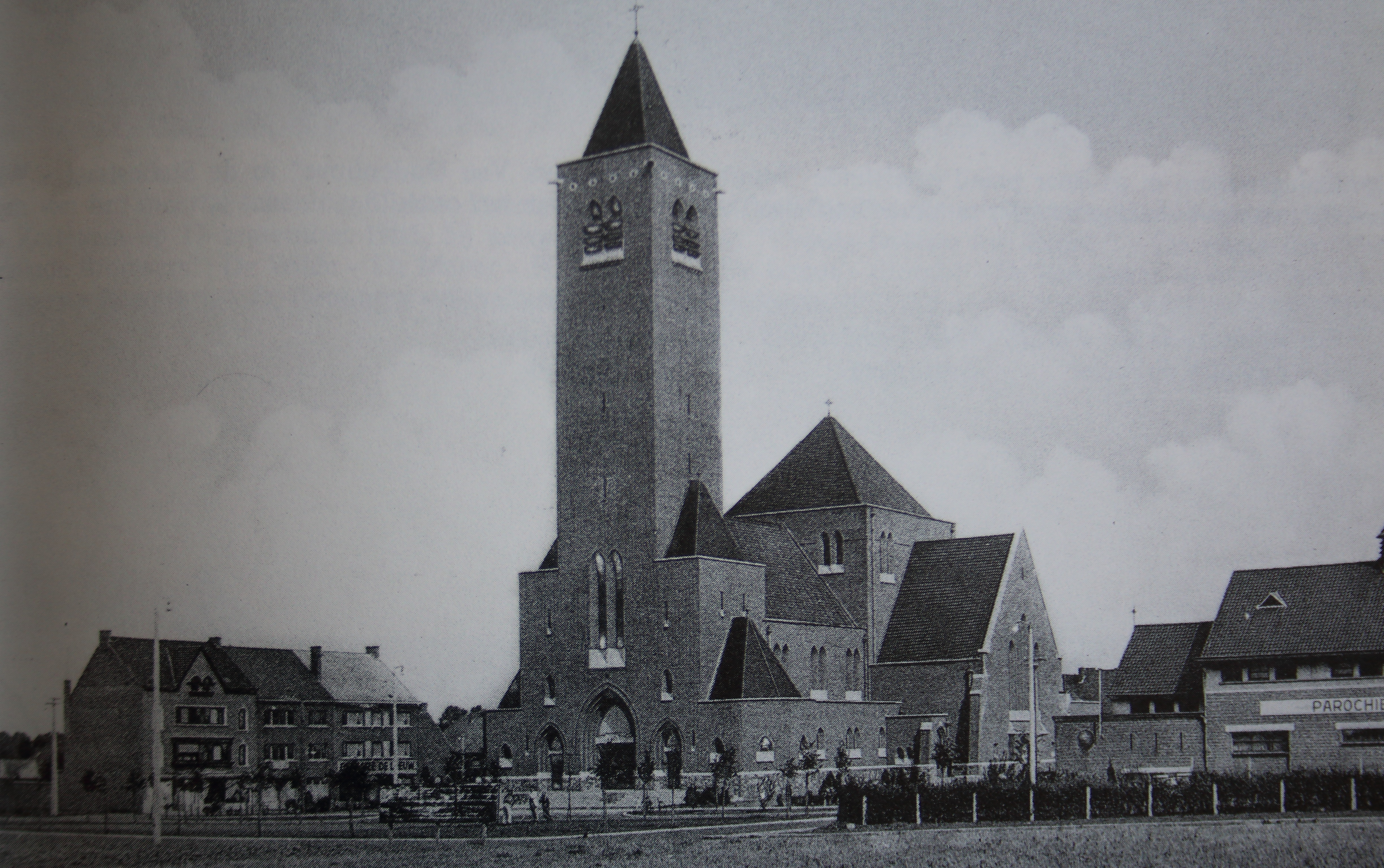
Historische prentbriefkaart.
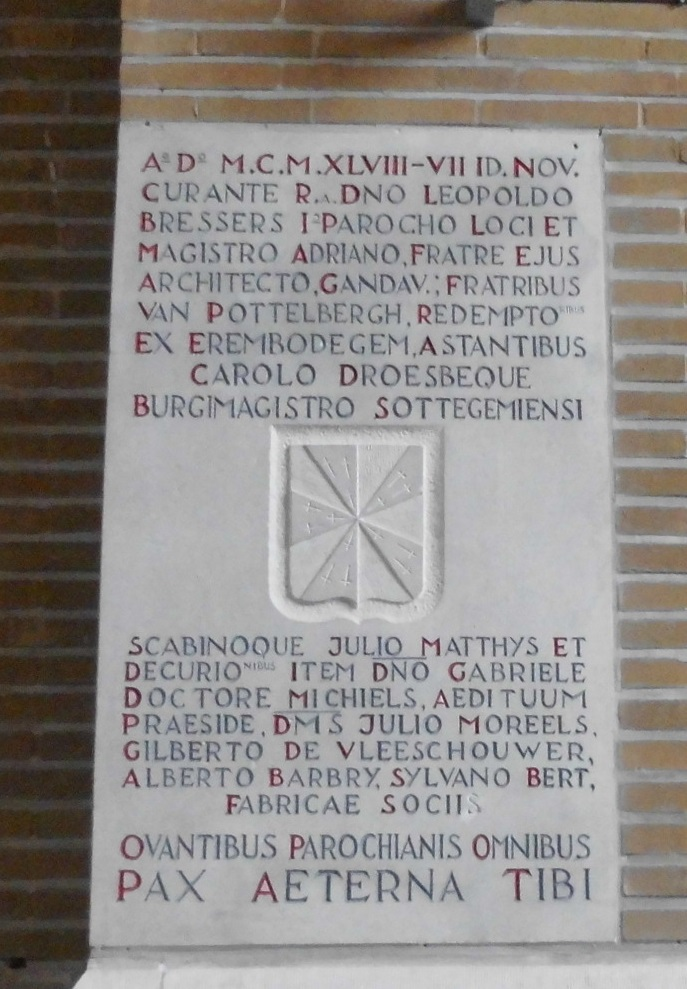
Plaquette inhuldiging.
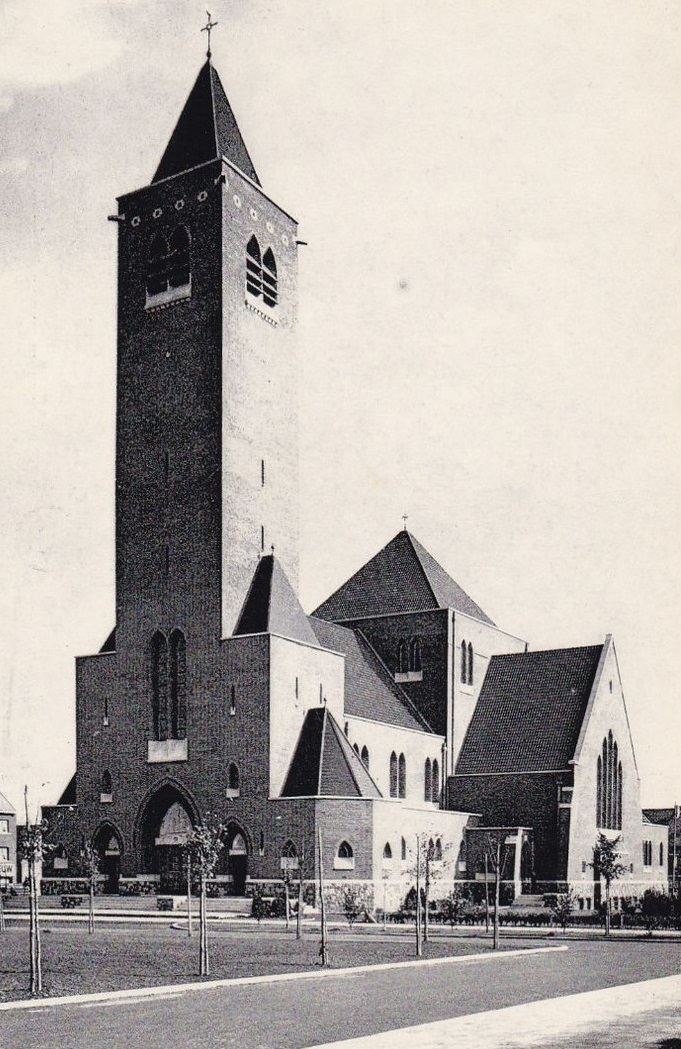
Historische prentbriefkaart.
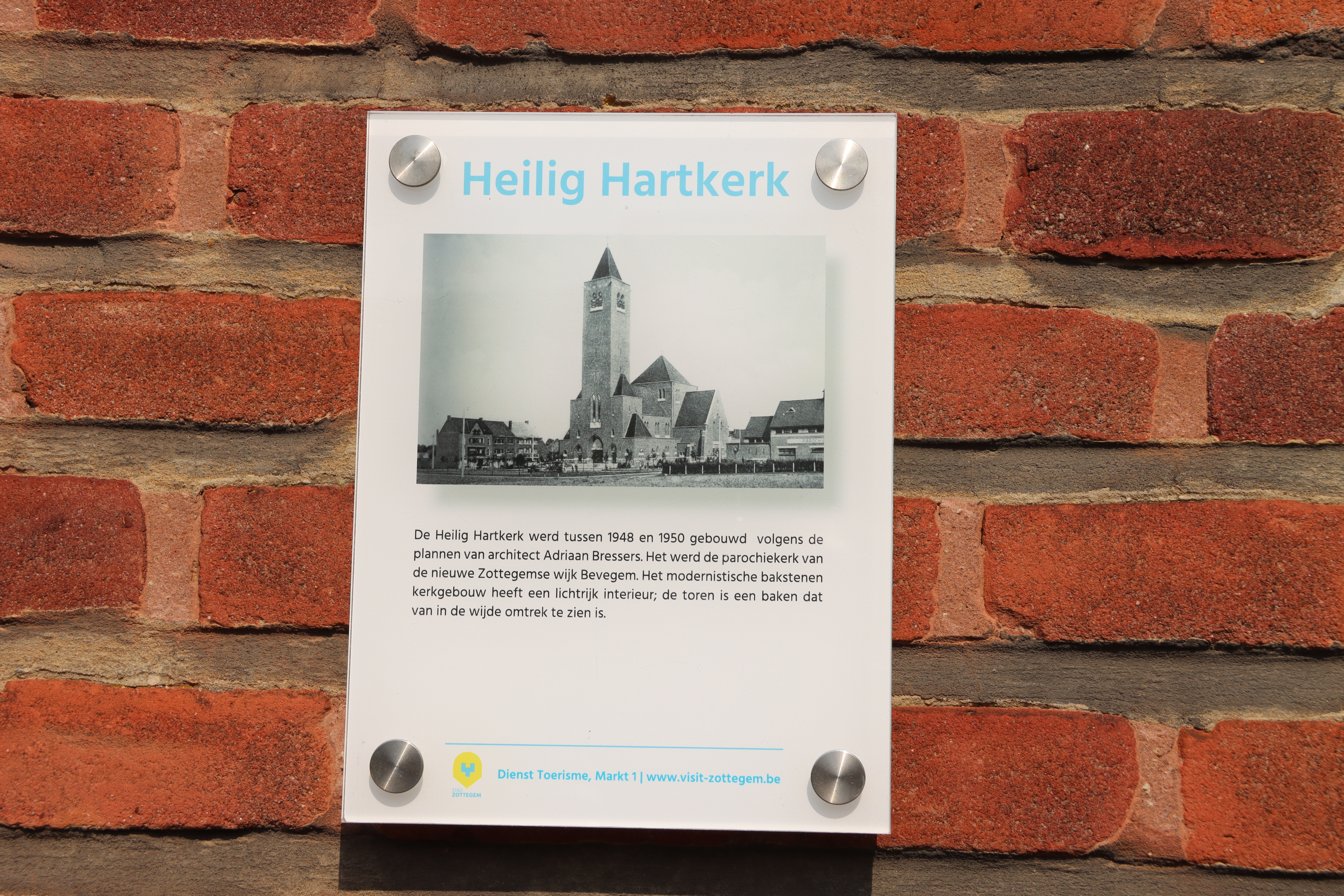
Infobord.